# Ý thức hệ máu và đất

Biểu tượng của Reichsnährstand với con chim đại bàng của NSDAP, Hakenkreuz, thanh kiếm và cành ngũ cốc

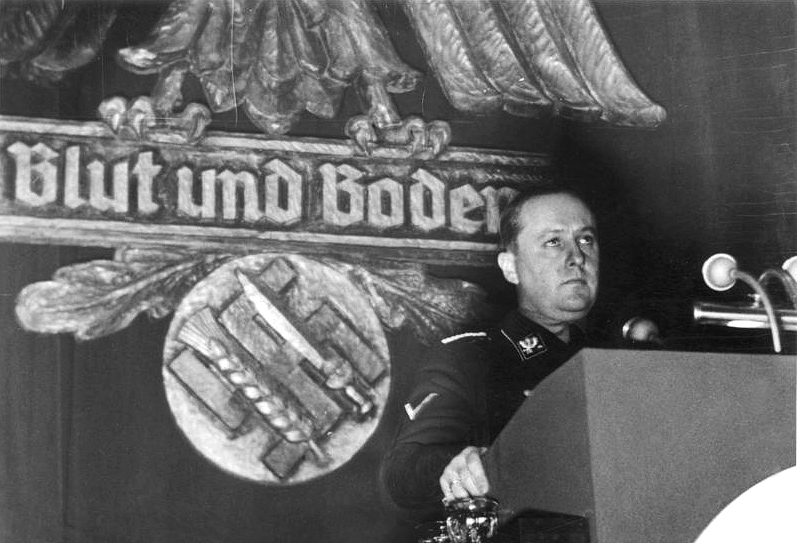
Richard Walther Darré tại một cuộc biểu dương lực lượng của Reichsnährstand ở Goslar, ngày 13 12 1937

Ý thức hệ máu và đất (tiếng Đức: Blut-und-Boden-Ideologie) là một hệ tư tưởng về chính sách nông nghiệp mà đòi hỏi sự thống nhất của người dân trong một quốc gia kỳ thị chủng tộc với lãnh thổ cư trú của họ. Hình thức cuộc sống nông dân không chỉ được lý tưởng hóa và thiết lập như một đối trọng với thành thị, mà còn được liên kết với ý tưởng phân biệt chủng tộc và chống người Do Thái, qua đó giống dân Đức-Bắc Âu như là những người nông dân đối đầu với người dân du mục Do Thái. Trong một nỗ lực để nông dân hóa xã hội theo ý thức hệ máu và đất một dân tộc không có đất sống cần có những khu vực định cư mới, bằng cách chinh phục môi trường sống ở phía đông.
"Máu và đất" là một khẩu hiệu trung tâm của Chủ nghĩa quốc xã. Những ý tưởng của ý thức hệ máu và đất, được đặc biệt Adolf Hitler, Heinrich Himmler và Baldur von Schirach lấy từ tư tưởng dân tộc chủ nghĩa của hiệp hội Artamanen và các tác phẩm Walther Darrés và quyết định chính sách nông nghiệp của Đức Quốc xã. Luật thừa hưởng trang trại đế chế (Reichserbhofgesetz) 1933 được coi là một biểu hiện của máu và đất. Darré theo đuổi việc thực hiện khái niệm cư trú và chọn lọc như là người đứng đầu cơ quan đế chế về chính sách nông nghiệp, Lãnh tụ nông dân đế chế, Bộ trưởng về Dinh dưỡng và Nông nghiệp và Giám đốc của cơ quan về Chủng tộc và cư trú của SS, một cơ quan mà chịu ảnh hưởng lâu dài về thế giới quan của ông ta.